# Osiedle Jana Kilińskiego (Zielona Góra)
Osiedle Jana Kilińskiego – osiedle Zielonej Góry, położone w południowej części miasta.
Osiedle położone między ulicami ks. Kazimierza Michalskiego, Botaniczną, Jaskółczą i Jana Kilińskiego. Zabudowa w przeważającej części jednorodzinna, od zachodu bardzo duży kompleks ogrodów działkowych.

## Szkoły na osiedlu
- I Liceum Ogólnokształcące im. Edwarda Dembowskiego
- Szkoła Podstawowa nr 14 im. Adama Mickiewicza

## Ulice na osiedlu
- ul. Jana Kilińskiego
- ul. Jaskółcza
- ul. Pawia
- ul. Bociania
- ul. Łabędzia
- ul. Czyżykowa
- ul. Sowia
- ul. Orla
- ul. Sokola